# Kollankoil
Kollankoil là một thị xã panchayat của quận Erode thuộc bang Tamil Nadu, Ấn Độ.

## Nhân khẩu
Theo điều tra dân số năm 2001 của Ấn Độ, Kollankoil có dân số 8754 người. Phái nam chiếm 50% tổng số dân và phái nữ chiếm 50%. Kollankoil có tỷ lệ 60% biết đọc biết viết, cao hơn tỷ lệ trung bình toàn quốc là 59,5%: tỷ lệ cho phái nam là 71%, và tỷ lệ cho phái nữ là 49%. Tại Kollankoil, 7% dân số nhỏ hơn 6 tuổi.